# Brug 679
Brug 679 is een vaste brug in Amsterdam Nieuw-West.
Ze ligt tussen het Oeverpad bij Meer en Vaart en het Sloterpark. Het park werd ingericht tussen 1968 en 1974. Al in de vroege jaren lagen er in het park voet- en fietspaden die richting Meer en Vaart leidden. De bewoners van Osdorp moesten echter jarenlang omlopen/omfietsen om in het park te komen. Ze zagen bij wijze van spreken het pad aan de overzijde van een waterweg liggen, maar een brug ontbrak.
Een luchtfoto gemaakt rond 1970, in het bezit van het Stadsarchief Amsterdam, laat de situatie goed zien. Een samenkomen van een voetpad en fietspad leidt dan alleen tot het water. Het wrange daarbij was dat aan de kant van Meer en Vaart het bejaardentehuis Maarten Lutherhuis lag, waarvan de mensen dus ook moesten omlopen. Op 10 oktober 1970 meldde de toenmalige wethouder Han Lammers de bewoners dat de brug er spoedig zou komen; hij kwam vervolgens op 17 april 1971 de brug openen.
In 2018 staat de brug op betonnen pijlers waarover stalen liggers gaan. De balustrades/leuningen zijn van hout in een strak rechthoekig motief. De staanders daarvan zijn ofwel gemonteerd aan die liggers ofwel een het juk (dwarsbalk) van de pijlers. De leuningen waren daarbij in donkerrood geschilderd, maar de verf is in de loop der jaren langzaamaan grotendeels verdwenen. Het loop- en rijdek bestaat uit houten planken/balken waarop slipvast materiaal is gelegd. Het ontwerp is van de Dienst der Publieke Werken, die ook andere bruggen in het park ontwierp.
Het Maarten Lutherhuis werd rond 1999 afgebroken.

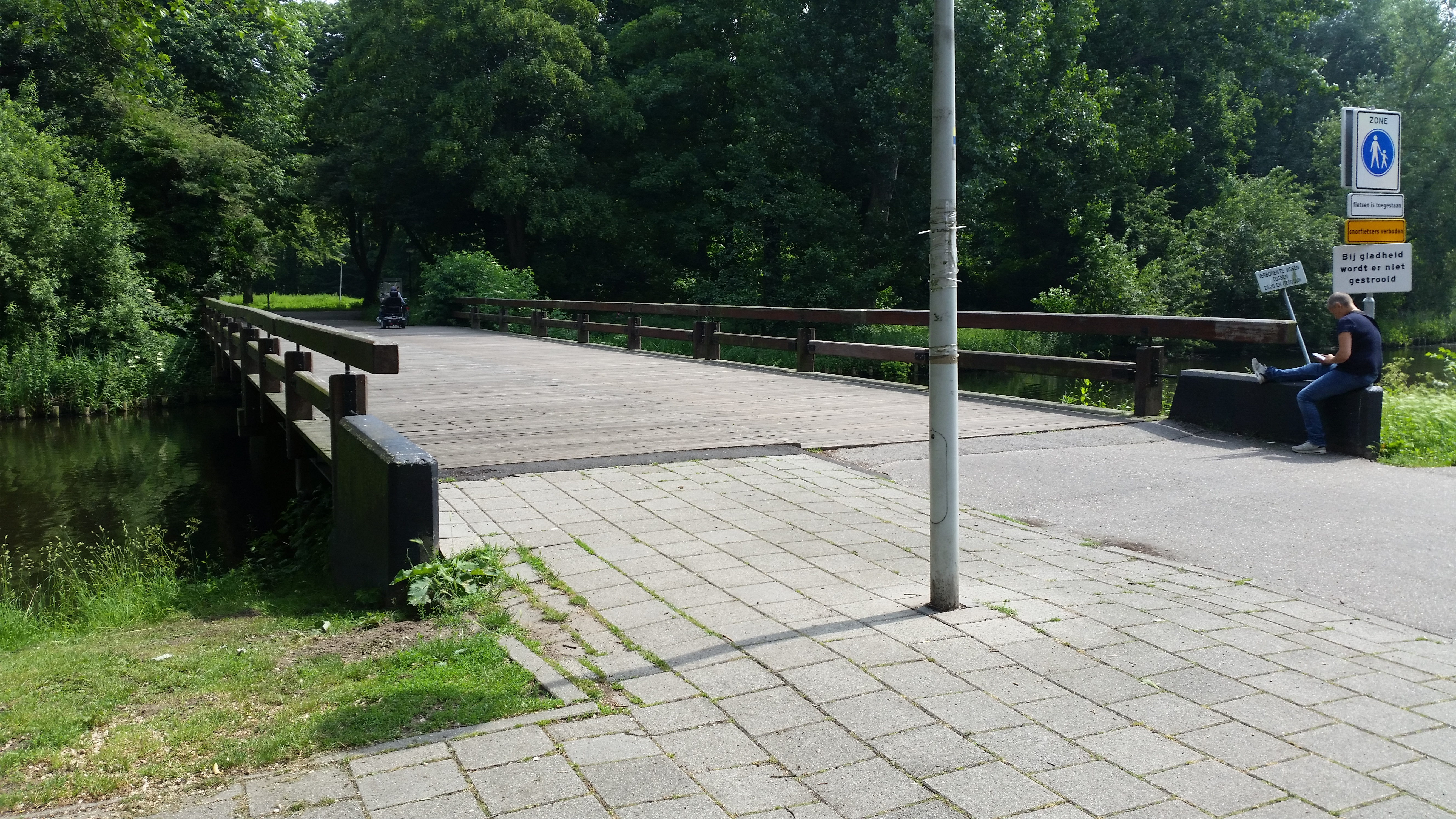
Brug 679 in overzicht (juni 2018)

<<< · 600 · 601 · 602 · 603 · 604 · 605 · 606 · 607 · 608 · 609 · 610 · 611 · 612 · 613 · 614 · 615 · 616 · 617 · 618 · 619 · 620 · 621 · 622 · 623 · 624 · 626 · 627 · 628 · 629 · 630 · 631 · 632 · 633 · 634 · 635 · 636 · 637 · 638 · 639 · 643 · 651 · 652 · 653 · 655 · 656 · 657 · 658 · 659 · 660 · 661 · 662 · 663 · 664 · 665 · 666 · 667 · 668 · 669 · 670 · 671 · 673 · 674 · 675 · 676 · 677 · 678 · 679 · 681 · 682 · 683 · 684 · 685 · 687 · 688 · 689 · 690 · 691 · 692 · 695 · 696 · 699 · >>>
Verdwenen brugnummers: 625 (afgebroken brug Sam van Houtenstraat), 640, 644, 645, 646, 647, 648, 650, 672 (duiker Cornelis Lelylaan, Rembrandtpark), 694, 698.
Nooit gebouwd: 649, 680 (nooit gebouwde brug Sloterplas).
Brugnummers 641, 642, 654, 686, 693, 694 en 697 zijn onbekend.